# Goofy w college’u
Goofy w college’u (An Extremely Goofy Movie) - film animowany z 2000 roku. Sequel filmu Goofy na wakacjach. Oba te filmy bazują na serialu telewizyjnym Goofy i inni.

## Obsada (głosy)
- Bill Farmer: Goofy
- Jason Marsden: Max
- Rob Paulsen: P.J.
- Pauly Shore: Robert Zimuruski
- Jeff Bennett: Bradley Uppercrust III
- Jim Cummings: Pete
- Brad Garrett: Tank
- Vicki Lewis: dziewczyna w berecie
- Bebe Neuwirth: Sylvia Marpole

## Wersja polska
Pierwsza wersja (nagrana w 2005):
Opracowanie: Telewizja Polska Agencja Filmowa
Reżyseria: Andrzej Bogusz
Dialogi: Stanisława Dziedziczak
Dźwięk: Jakub Milencki
Montaż: Zofia Dmoch
Kierownik produkcji: Monika Wojtysiak
Wystąpili:
- Krzysztof Tyniec – Goofy
- Jacek Sołtysiak – Max
- Józef Mika – Bobby
- Artur Kaczmarski – Bradley
- Krzysztof Strużycki – Pajda
- Barbara Bursztynowicz
- Jacek Czyż – Pete
- Dariusz Odija – Karlik
- Stefan Knothe
- Grzegorz Wons
- Jolanta Wilk
- Jacek Bursztynowicz
- Jerzy Rogowski
- Ewa Wawrzoń
- Jacek Jarosz

i inni
Lektor: Andrzej Bogusz
Druga wersja (nagrana w 2007):
Opracowanie: Start International Polska
Reżyseria: Joanna Wizmur
Dialogi polskie: Joanna Serafińska
Dźwięk i montaż: Sławomir Czwórnóg
Kierownik produkcji: Elżbieta Araszkiewicz
W wersji polskiej udział wzięli:
- Krzysztof Tyniec – Goofy
- Jacek Sołtysiak – Max
- Dariusz Toczek – Bradley
- Krzysztof Szczerbiński – Bobby
- Cezary Kwieciński – PJ
- Anna Sztejner – Sylvia
- Zbigniew Suszyński – Pancer
- Grzegorz Pawlak – Sprawozdawca
- Włodzimierz Bednarski – Pete
- Elżbieta Jarosik
- Barbara Kałużna
- Magdalena Krylik
- Julia Kołakowska
- Beata Wyrąbkiewicz
- Wojciech Duryasz
- Jacek Jarosz
- Andrzej Chudy
- Artur Kaczmarski
- Jacek Kopczyński
- Paweł Iwanicki
- Artur Pontek
- Grzegorz Drojewski
- Jacek Wolszczak
- Jonasz Tołopiło

i inni
Lektor: Jacek Brzostyński